# Lantos Mihály (labdarúgó)
Lantos Mihály, született Lendenmayer (Budapest, 1928. szeptember 29. – Budapest, 1989. december 31.) olimpiai bajnok és világbajnoki ezüstérmes magyar labdarúgó, edző, az Aranycsapat kiemelkedő hátvédje, 53 válogatott mérkőzésen játszott, öt gólt rúgott. Felesége Farkas Gizi többszörös világbajnok asztaliteniszezőnő volt. Unokája Ködmön Kinga élvonalbeli labdarúgó.

## Pályafutása
Már 12 évesen igazolt játékos volt. A MÁVAG SK, a BVSC, a MÁV Konzum Előre, a Budapesti Vasutas Előre, a Budapesti Vasas Előre SC, az MTK, a Textiles (MTK), a Budapesti Bástya (MTK) és a Budapesti Vörös Lobogó (MTK) csapataiban is szerepelt. Játszott a londoni „évszázad mérkőzésén”, tagja volt a helsinki olimpia bajnok csapatának és játszott a berni világbajnoki döntőben is. A Budapesti Bástyával (MTK), Vörös Lobogóval (MTK), illetve az MTK-val háromszor nyert magyar bajnoki címet, és megnyerte a Közép-európai Kupát.
Az Aranycsapat játékosa remek testi felépítésű, kétlábas, kitűnően rúgó és fejelő hátvéd volt. Pompásan helyezkedett és hosszú átadásokkal gyakran indított veszélyes ellentámadásokat. Lehetőleg megelőző szereléseket alkalmazott. Jól időzített keresztezéseivel gyakran segítette ki társait is. Mozgékonysága és gyorsasága nem mindig volt kifogástalan. Emiatt ritkán vállalkozott előretörésekre. Nagy lövőerejét eredményes szabadrúgásaival bizonyította be. Remek rúgótechnikáját minősíti, hogy Puskásék a szabadrúgások és tizenegyesek jó részét neki engedték át. Minden mérkőzésen helytállt, ez megbízhatóságát, jó átlagteljesítményét dicséri. Legjobb játékát talán 1954. február 12-én, az Egyiptom elleni kairói mérkőzésen (2:0) nyújtotta.
A Kőbányai Porcelán csapatánál kezdett edzősködni (1963-ban), majd egykori mestere, Bukovi Márton segédedzője lett a görög Olimpiakosz Pireusznál. Hét évet töltött a Komlói Bányásznál, kettőt a Nagykanizsai Olajbányásznál, hármat Székesfehérvárott a Videotonnál, végül Zalaegerszegen, 1981-ben a ZTE-ben fejezte be edzői karrierjét, melynek során 272 NB I-es találkozón ült a kispadon.
Sírja Budapesten, az Új köztemetőben van. Emlékére az MTK Csömöri úti sporttelepét 2009 májusában Lantos Mihály Sportcentrumnak nevezték el. 2010-ben a FourFourTwo labdarúgó-magazin minden idők legjobb magyar labdarúgói között a 48. helyre sorolta.

## Sikerei, díjai

### Játékosként
MTK
- Magyar bajnokság
  - bajnok (3 alkalommal): 1951, 1953, 1957-1958
  - 2. (6 alkalommal): 1948-1949, 1950-ősz, 1952, 1954, 1955, 1957-tavasz
  - 3. (1 alkalommal): 1949-1950

 Válogatott
- olimpiai bajnok: 1952, Helsinki
- világbajnoki ezüstérmes: 1954, Svájc
- Magyar Köztársasági Sportérdemérem ezüst fokozat (1949)[5]
- A Magyar Népköztársaság kiváló sportolója (1951)[6]
- Munka Érdemrend (1953)[7]
- A Magyar Népköztársaság Érdemes Sportolója (1954)[8]
- FIFA emlékplakettje (1989)

## Statisztika

### Mérkőzései a válogatottban
| Magyarország | Magyarország         | Magyarország                        | Magyarország       | Magyarország | Magyarország  | Magyarország          | Magyarország | Magyarország   |
| #            | Dátum                | Helyszín                            | Hazai              | Eredmény     | Vendég        | Kiírás                | Gólok        | Esemény        |
| ------------ | -------------------- | ----------------------------------- | ------------------ | ------------ | ------------- | --------------------- | ------------ | -------------- |
| 1.           | 1949. július 10.     | Debrecen, Nagyerdei stadion         | Magyarország       | 8 – 2        | Lengyelország | barátságos            | -            |                |
| 2.           | 1950. április 30.    | Budapest, Megyeri úti stadion       | Magyarország       | 5 – 0        | Csehszlovákia | barátságos            | -            |                |
| 3.           | 1950. május 14.      | Bécs, Práter-stadion                | Ausztria           | 5 – 3        | Magyarország  | barátságos            | -            |                |
| 4.           | 1950. június 4.      | Varsó                               | Lengyelország      | 2 – 5        | Magyarország  | barátságos            | -            | 74'            |
| 5.           | 1950. október 29.    | Budapest, Megyeri úti stadion       | Magyarország       | 4 – 3        | Ausztria      | barátságos            | -            |                |
| 6.           | 1950. november 12.   | Szófia, Narodna Armija-stadion      | Bulgária           | 1 – 1        | Magyarország  | barátságos            | -            |                |
| 7.           | 1951. május 27.      | Budapest, Megyeri úti stadion       | Magyarország       | 6 – 0        | Lengyelország | barátságos            | -            |                |
| 8.           | 1951. október 14.    | Vitkovice                           | Csehszlovákia      | 1 – 2        | Magyarország  | barátságos            | -            |                |
| 9.           | 1951. november 18.   | Budapest, Megyeri úti stadion       | Magyarország       | 8 – 0        | Finnország    | barátságos            | -            |                |
| 10.          | 1952. május 18.      | Budapest, Üllői úti stadion         | Magyarország       | 5 – 0        | NDK           | barátságos            | -            |                |
| 11.          | 1952. május 24.      | Moszkva, Dinamo-stadion             | Moszkva-válogatott | 1 – 1        | Magyarország  | barátságos            | -            |                |
| 12.          | 1952. május 27.      | Moszkva, Dinamo-stadion             | Moszkva-válogatott | 2 – 1        | Magyarország  | barátságos            | -            |                |
| 13.          | 1952. június 22.     | Helsinki, Olimpiai Stadion          | Finnország         | 1 – 6        | Magyarország  | barátságos            | -            |                |
| 14.          | 1952. július 15.     | Turku, Kupittaa stadion (FIN)       | Románia            | 1 – 2        | Magyarország  | olimpiai selejtező    | -            |                |
| 15.          | 1952. július 21.     | Helsinki, Pallokenttä stadion (FIN) | Magyarország       | 3 – 0        | Olaszország   | olimpiai nyolcaddöntő | -            |                |
| 16.          | 1952. július 24.     | Kotka, Kotka stadion (FIN)          | Magyarország       | 7 – 1        | Törökország   | olimpiai negyeddöntő  | 1            | 48'            |
| 17.          | 1952. július 28.     | Helsinki, Olimpiai Stadion (FIN)    | Magyarország       | 6 – 0        | Svédország    | olimpiai elődöntő     | -            |                |
| 18.          | 1952. augusztus 2.   | Helsinki, Olimpiai Stadion (FIN)    | Jugoszlávia        | 0 – 2        | Magyarország  | olimpiai döntő        | -            |                |
| 19.          | 1952. szeptember 20. | Bern, Wankdorf Stadion              | Svájc              | 2 – 4        | Magyarország  | Európa-kupa           | -            |                |
| 20.          | 1952. október 19.    | Budapest, Megyeri úti stadion       | Magyarország       | 5 – 0        | Csehszlovákia | barátságos            | -            |                |
| 21.          | 1953. április 26.    | Budapest, Megyeri úti stadion       | Magyarország       | 1 – 1        | Ausztria      | barátságos            | -            |                |
| 22.          | 1953. május 17.      | Róma, Olimpiai Stadion              | Olaszország        | 0 – 3        | Magyarország  | Európa-kupa           | -            |                |
| 23.          | 1953. július 5.      | Stockholm, Råsunda Stadion          | Svédország         | 2 – 4        | Magyarország  | barátságos            | -            |                |
| 24.          | 1953. október 4.     | Prága, Hadsereg-stadion             | Csehszlovákia      | 1 – 5        | Magyarország  | barátságos            | -            |                |
| 25.          | 1953. október 11.    | Bécs, Práter-stadion                | Ausztria           | 2 – 3        | Magyarország  | barátságos            | -            |                |
| 26.          | 1953. november 15.   | Budapest, Népstadion                | Magyarország       | 2 – 2        | Svédország    | barátságos            | -            |                |
| 27.          | 1953. november 25.   | London, Wembley Stadion             | Anglia             | 3 – 6        | Magyarország  | barátságos            | -            |                |
| 28.          | 1954. február 12.    | Kairó                               | Egyiptom           | 0 – 3        | Magyarország  | barátságos            | -            |                |
| 29.          | 1954. április 11.    | Bécs, Práter-stadion                | Ausztria           | 0 – 1        | Magyarország  | barátságos            | -            |                |
| 30.          | 1954. május 23.      | Budapest, Népstadion                | Magyarország       | 7 – 1        | Anglia        | barátságos            | 1            | 8'             |
| 31.          | 1954. június 17.     | Zürich, Hardturm stadion (SUI)      | Magyarország       | 9 – 0        | Dél-Korea     | vb-csoportkör         | 1            | 17'            |
| 32.          | 1954. június 20.     | Bázel, St. Jakob stadion (SUI)      | Magyarország       | 8 – 3        | NSZK          | vb-csoportkör         | -            |                |
| 33.          | 1954. június 27.     | Bern, Wankdorfstadion (SUI)         | Magyarország       | 4 – 2        | Brazília      | vb-negyeddöntő        | 1            | 60' (11-esből) |
| 34.          | 1954. június 30.     | Lausanne, Olimpiai Stadion (SUI)    | Magyarország       | 4 – 2        | Uruguay       | vb-elődöntő           | -            |                |
| 35.          | 1954. július 4.      | Bern, Wankdorf Stadion (SUI)        | NSZK               | 3 – 2        | Magyarország  | vb-döntő              | -            |                |
| 36.          | 1954. szeptember 19. | Budapest, Népstadion                | Magyarország       | 5 – 1        | Románia       | barátságos            | -            |                |
| 37.          | 1954. szeptember 26. | Moszkva, Dinamo-stadion             | Szovjetunió        | 1 – 1        | Magyarország  | barátságos            | -            |                |
| 38.          | 1954. október 10.    | Budapest, Népstadion                | Magyarország       | 3 – 0        | Svájc         | barátságos            | -            |                |
| 39.          | 1954. október 24.    | Budapest, Népstadion                | Magyarország       | 4 – 1        | Csehszlovákia | barátságos            | -            | 46'            |
| 40.          | 1954. november 14.   | Budapest, Népstadion                | Magyarország       | 4 – 1        | Ausztria      | barátságos            | -            |                |
| 41.          | 1954. december 8.    | Glasgow, Hampden Park               | Skócia             | 2 – 4        | Magyarország  | barátságos            | -            |                |
| 42.          | 1955. április 24.    | Bécs, Práter-stadion                | Ausztria           | 2 – 2        | Magyarország  | Európa-kupa           | -            |                |
| 43.          | 1955. május 8.       | Oslo, Ullevaal Stadion              | Norvégia           | 0 – 5        | Magyarország  | barátságos            | -            |                |
| 44.          | 1955. május 11.      | Stockholm, Råsunda Stadion          | Svédország         | 3 – 7        | Magyarország  | barátságos            | -            |                |
| 45.          | 1955. május 19.      | Helsinki, Olimpiai Stadion          | Finnország         | 1 – 9        | Magyarország  | barátságos            | -            |                |
| 46.          | 1955. május 29.      | Budapest, Népstadion                | Magyarország       | 3 – 1        | Skócia        | barátságos            | -            |                |
| 47.          | 1955. október 16.    | Budapest, Népstadion                | Magyarország       | 6 – 1        | Ausztria      | Európa-kupa           | -            |                |
| 48.          | 1955. november 27.   | Budapest, Népstadion                | Magyarország       | 2 – 0        | Olaszország   | Európa-kupa           | -            |                |
| 49.          | 1956. február 19.    | Isztambul                           | Törökország        | 3 – 1        | Magyarország  | barátságos            | -            |                |
| 50.          | 1956. február 29.    | Bejrút                              | Libanon            | 1 – 4        | Magyarország  | barátságos            | -            |                |
| 51.          | 1956. április 29.    | Budapest, Népstadion                | Magyarország       | 2 – 2        | Jugoszlávia   | Európa-kupa           | -            |                |
| 52.          | 1956. június 3.      | Brüsszel, Heysel Stadion            | Belgium            | 5 – 4        | Magyarország  | barátságos            | -            |                |
| 53.          | 1956. június 9.      | Lisszabon, Luz Stadion              | Portugália         | 2 – 2        | Magyarország  | barátságos            | 1            | 59'            |
|              | Összesen             |                                     |                    | 53           | mérkőzés      |                       | 5            | gól            |

## Emlékezete
- 2011 november 25-én a londoni 6:3-as győzelem évfordulóján MÁV 470 010-4 számú Siemens Taurus mozdonyára az Aranycsapat tagjaként Lantos Mihály is felkerült. A vállalat így állított a legendás csapatnak emléket.[9]
- Csutorás Ferenc borász elkészítette az Aranycsapat borsorozatot, amely a klasszikus tizenegy minden tagjának egy-egy borkülönlegességet ajánl.